# Hiéroglyphe égyptien E24
Pour les articles homonymes, voir Léopard (homonymie).
Le léopard, en hiéroglyphes égyptiens, est classifiée dans la section E « Mammifères » de la liste de Gardiner ; il y est noté E24.

## Représentation
Il représente un léopard (Panthera pardus). Il est translittéré ȝby.

## Utilisation
| Ab | b | i | i | E24 |

| Ab | b | i | i | E24 |